# Бом, Дэвид
Дэвид Джозеф Бом (англ. David Joseph Bohm; 20 декабря 1917, Уилкс-Барре, Пенсильвания — 27 октября 1992, Лондон) — учёный-физик, известный своими работами по квантовой физике, философии и нейропсихологии.
Член Лондонского королевского общества (1990).

## Биография

### Детство и юность
Родился в Америке, в Уилкс-Барре, штат Пенсильвания, в еврейской семье эмигрантов из Восточной Европы. Его отец Самуил Дюм был родом из Мукачево, а мать Хана Попки — из Литвы. В Америку Самуил приехал подростком, и при регистрации эмиграционными властями получил новую фамилию — Бом. К моменту рождения старшего сына, Дэвида Джозефа, Самуил был владельцем мебельного магазина и помощником местного раввина. Через четыре года после рождения первенца в семье Бомов родился второй сын — Роберт (Бобби).
Детство Бома было не из легких — в семье были сложности, связанные с тяжелым душевным состоянием матери, а в стране были экономические проблемы, связанные с годами депрессии. У подростка рано проявилась любовь к познанию мира и к точным наукам. Степень бакалавра он получил в 1939 году, в колледже штата Пенсильвания, а степень доктора наук по физике — в 1943 году, в Калифорнийском университете в Беркли. С первых дней Бома в Беркли началась его дружба с Робертом Оппенгеймером, завоевавшим к тому времени славу одного из самых ярких и популярных профессоров университета.
Вокруг Оппенгеймера образовался кружок наиболее одаренных студентов-физиков, собиравшихся в его доме по вечерам и обсуждавших широкий круг научных, философских и общественных вопросов. Регулярное посещение этого неформального кружка все больше укрепляло в Боме любовь к теоретической физике и пробуждало нарастающее чувство всеобщей взаимосвязи всего сущего, включая материю и разум. Вместе с товарищами по кружку он попал в Коммунистический союз молодёжи США и другие организации, связанные с Коммунистической партией США.

### Начало работы
До 1947 года Бом проработал в Калифорнийском университете в Беркли в качестве исследователя в области теории плазмы и теории синхротрона и синхроциклотрона. Результаты его исследований были использованы Оппенгеймером при создании американской атомной бомбы (Манхэттенский проект), однако сам Бом к этому проекту не был допущен, так как был заподозрен в «нелояльности» и отстранен от секретных работ. С 1947 по 1951 годы Бом преподавал в Принстонском университете в качестве ассистент-профессора. В этот период он активно сотрудничал с Альбертом Эйнштейном, занимаясь физикой плазмы, теорией металлов, квантовой механикой и теорией элементарных частиц.

### Период маккартизма
В 1950 году, в период маккартизма, Бом был арестован за отказ давать показания против своих друзей и коллег, заподозренных в прокоммунистических настроениях, и просидел год в тюрьме.
В 1951 году формально с него были сняты все обвинения, но, несмотря на просьбы Эйнштейна назначить Бома своим ассистентом, руководство Принстона не возобновило с ним контракт. В том же году Бом покинул США и согласился принять кафедру профессора физики университета Сан-Паулу (Бразилия).
К тому времени Бом уже успел опубликовать одну из наиболее значительных своих книг, «Квантовая теория» (1951), считающуюся классическим изложением копенгагенской интерпретации квантовой механики. Несмотря на восторженные отзывы Эйнштейна об этой работе, сам Бом не смог до конца принять ортодоксальные подходы к квантовой физике, и уже через год он опубликовал две статьи с изложением основных идей того, что позднее получило название причинной интерпретацией квантовой механики, открывающей возможности предположить существование более тонких уровней реальности (эту теорию Бома принято называть квантовой теорией с нелокальными скрытыми переменными).

### Работа в Технионе
В 1955 году Бом по приглашению профессора Натана Розена переехал в Израиль и поселился в Хайфе. До 1957 года он преподавал физику в Технионе, хайфском технологическом институте. В этот период он познакомился со своей будущей женой, Сарэл Вольфсон, а также с двумя наиболее яркими студентами, своими будущими коллегами, Якиром Аароновым и Гидеоном Карми.

### Профессор в Лондоне
В 1957 году Бом принял кафедру профессора физики в Бристольском университете (Англия). В 1959 году он совместно с Якиром Аароновым открывают замечательный пример квантовой взаимосвязанности, эффект, получивший название «эффект Ааронова — Бома». В 1961 году Бом стал профессором теоретической физики в знаменитом Birkbeck College Лондонского университета. Он проработал там до выхода на пенсию в 1984 году, и там же по сей день хранится уникальная коллекция его работ.

### Сотрудничество с Кришнамурти
С годами у Бома возрастала потребность объединить философскую и физическую картины мира. В 1959 году его жена Сарэл порекомендовала ему книгу индийского философа и духовного учителя Джидду Кришнамурти. Бом был поражен многочисленными параллелями между своими собственными взглядами на квантовую механику и философскими идеями Кришнамурти. Он почувствовал потребность лично познакомиться с автором этой книги. Между Бомом и Кришнамурти установились очень теплые, дружеские отношения, продлившиеся более 25 лет. Результатом их многочисленных бесед стали такие книги как «Wholeness and the Implicate Order» (1980), «The Ending of Time» (1985), «Science, Order and Creativity» (1987).

### Последние годы жизни
В последние годы жизни Бом много времени уделял работе над голографической моделью Вселенной.
До конца своих дней Бом продолжал поиск новых интерпретаций квантовой механики (в содружестве со своим коллегой Бэзилем Хили). В дополнение к физическим исследованиям, он продолжал поиск возможных путей сотрудничества между представителями разных культур и различных профессий. Так, он неоднократно встречался с индейцами Северной Америки, Далай Ламой и Джидду Кришнамурти. К тому же он принимал участие в работах групп психотерапии.
В 1990 году Бом был избран членом Лондонского королевского общества.
Дэвид Бом скончался от сердечного приступа 27 октября 1992, в возрасте 74 лет.
Его полемика с Эйнштейном о квантовой механике упоминается в последнем романе американского писателя Кормака Маккарти «Стелла Марис».

## Научная деятельность
В 1951 году Д. Бом опубликовал одну из наиболее значительных своих книг, «Квантовая теория», считающуюся классическим изложением копенгагенской интерпретации квантовой механики.
В 1959 году, совместно с Якиром Аароновым, открывают замечательный пример квантовой взаимосвязанности — эффект, получивший название «эффект Ааронова — Бома».
Однако, Бом не смог до конца принять ортодоксальные подходы к квантовой физике, и уже через год, в 1960, опубликовал две статьи с изложением основных идей того, что позднее получило название причинной интерпретацией квантовой механики, открывающей возможности предположить существование более тонких уровней реальности. Эту теорию Бома принято называть квантовой теорией с нелокальными скрытыми переменными. Эти работы, в сочетании с парадоксом Эйнштейна — Подольского — Розена, привели к мысленному эксперименту Белла и к неравенству Белла, следствия которого изучаются и обсуждаются и по сей день.

### Голографическая картина мира
В начале 1970-х разработал голографическую модель Вселенной, над которой особенно много работал в последние годы жизни. Бом считал, что все индивидуумы взаимосвязаны не в результате непосредственного влияния, которое они могут оказывать друг на друга, а в силу того факта, что все они подвержены влиянию общих фундаментальных законов. По Бому всё, включая сознание и материю, активно влияет на целое, а посредством целого и на все составляющие.
В своей теории «голодвижения» (holomovement) Бом предполагал, что каждый пространственно-временной участок мира содержит в себе весь порядок вселенной. Это включает в себя как прошлое, так настоящее и будущее. Подобно голограмме, где каждый сегмент содержит информацию о целом запечатлённом объекте, каждый участок воспринимаемого нами мира содержит в себе полную информацию о структуре вселенной или целого мира. В этой холистской концепции никто и ничто в нашей жизни не остров. Всё, включая мысли и поступки, произрастает из единой основы, приводя к тому, что любое изменение в одной части мира немедленно сопровождается или отражается в соответствующих изменениях во всех остальных частях. Эти теории Бома были использованы американским нейропсихологом Карлом Прибрамом, рассматривавшим мозг как голографическую структуру.

## Книги на русском языке
- Причинность и случайность в современной физике. / Пер. с англ. С. Ф. Шушурина. — М.: ИЛ, 1959. — 248 с.
- Квантовая теория. / Пер. с англ. Л. А. Шубиной. 2 издания: 1-е — М.: Физматгиз, 1961. — 728 с.; 2-е, испр. — М.: Наука, 1965. — 727 с.
- Общая теория коллективных переменных. / Пер. с англ. А. В. Ниукканена. — М.: Мир, 1964. — 152 с.
- Специальная теория относительности. / Пер. с англ. Н. В. Мицкевича. — М.: Мир, 1967. — 285 с.
- Джидду Кришнамурти. О самом важном (Беседы с Дэвидом Бомом). — М.: Либрис, 1996.
- Храмов Ю. А. Бом Дэвид Джозеф // Физики : Биографический справочник / Под ред. А. И. Ахиезера. — Изд. 2-е, испр. и доп. — М. : Наука, 1983. — С. 39. — 400 с. — 200 000 экз.